# Erik Lira
Erik Antonio Lira Méndez (Cuauhtémoc, 8 de mayo del 2000) es un futbolista mexicano que juega como centrocampista defensivo en el C. F. Cruz Azul de la Primera División de México y es internacional absoluto con la selección de México.

## Trayectoria

### Inicios
Surgido en la cantera de la Universidad Nacional, debutó el 1 de agosto de 2018 en la Copa México con el Club Necaxa, equipo donde se encontraba a préstamo, en el triunfo 1-0 ante Tampico Madero. De regreso con el conjunto universitario, realizó su presentación en la Primera División el 3 de agosto de 2020 en el triunfo 2-1 ante el Atlas en el estadio Jalisco en el Torneo Guardianes. En dicho certamen, resultaron con el segundo puesto tras caer 3-1 en el marcador global de la final contra el Club León.

### Cruz Azul
El 4 de enero de 2022 se hizo oficial su fichaje con el Cruz Azul, firmando un contrato hasta el mes de diciembre de 2025. Realizó su debut el 9 de enero, en el triunfo 2-0 ante los Xolos de Tijuana, disputando los 90 minutos del encuentro. Poco después, el 26 de junio obtuvo su primer título como profesional en la Supercopa de la Liga, tras superar 4-3 en la tanda de penales al conjunto de Atlas, luego de perdurar el empate 2-2 en el tiempo reglamentario.
El 1 de junio de 2025 levantó su segundo título con el club celeste en el triunfo 5-0 ante los Vancouver Whitecaps de Canadá en la final de la Copa de Campeones de la Concacaf.

## Selección nacional

### Categorías inferiores
Luego de realizar un corto proceso con la selección de México sub-18, el 14 de mayo de 2021 recibió su primera convocatoria a la sub-23 para disputar una gira de preparación en Marbella, España. El 8 de junio alineó en el empate 1-1 ante Arabia Saudita, iniciando el encuentro como titular y saliendo de cambio al minuto 46.
El 10 de octubre de 2023 se anunció su convocatoria a los Juegos Panamericanos de 2023, celebrados en la ciudad de Santiago, Chile. El combinado finalizó su participación con la medalla de bronce.

### Selección absoluta
El 27 de octubre de 2021 realizó su debut con la selección absoluta en la derrota 3-0 ante Ecuador. El 6 de diciembre del mismo año vuelve a ser convocado para un partido amistoso contra Chile.
El 23 de marzo de 2025 obtuvo su primer título con la selección en la Liga de Naciones de la Concacaf, luego de vencer en la final del torneo al conjunto de Panamá.

### Participaciones en fases finales
| Torneo                       | Categoría | Sede           | Resultado    | Partidos | Goles |
| ---------------------------- | --------- | -------------- | ------------ | -------- | ----- |
| Juegos Panamericanos de 2023 | Sub-23    | Santiago       | Tercer lugar | 4        | 0     |
| Liga de Naciones de 2022-23  | Absoluta  | Estados Unidos | Tercer lugar | 0        | 0     |
| Liga de Naciones de 2024-25  | Absoluta  | Estados Unidos | Campeón      | 1        | 0     |
| Copa de Oro de 2025          | Absoluta  | Estados Unidos | Campeón      | 3        | 0     |

## Estadísticas

### Clubes
Actualizado al último partido jugado el 16 de agosto de 2025.
| Club                          | Div.          | Temporada     | Liga  | Liga  | Copas nacionales | Copas nacionales | Torneos internacionales | Torneos internacionales | Total | Total |
| Club                          | Div.          | Temporada     | Part. | Goles | Part.            | Goles            | Part.                   | Goles                   | Part. | Goles |
| ----------------------------- | ------------- | ------------- | ----- | ----- | ---------------- | ---------------- | ----------------------- | ----------------------- | ----- | ----- |
| Necaxa · México               | 1.ª           | 2018-19       | —     | —     | 3                | 0                | —                       | —                       | 3     | 0     |
| Necaxa · México               | Total club    | Total club    | —     | —     | 3                | 0                | —                       | —                       | 3     | 0     |
| Universidad Nacional · México | 1.ª           | 2020-21       | 36    | 0     | —                | —                | —                       | —                       | 36    | 0     |
| Universidad Nacional · México | 1.ª           | 2021-22       | 21    | 0     | —                | —                | 2                       | 0                       | 23    | 0     |
| Universidad Nacional · México | Total club    | Total club    | 57    | 0     | 0                | 0                | 2                       | 0                       | 59    | 0     |
| Cruz Azul · México            | 1.ª           | 2021-22       | 20    | 0     | —                | —                | 5                       | 0                       | 25    | 0     |
| Cruz Azul · México            | 1.ª           | 2022-23       | 36    | 0     | 1                | 0                | —                       | —                       | 37    | 0     |
| Cruz Azul · México            | 1.ª           | 2023-24       | 35    | 0     | —                | —                | 1                       | 0                       | 36    | 0     |
| Cruz Azul · México            | 1.ª           | 2024-25       | 39    | 1     | —                | —                | 10                      | 0                       | 49    | 1     |
| Cruz Azul · México            | 1.ª           | 2025-26       | 5     | 0     | —                | —                | 3                       | 0                       | 8     | 0     |
| Cruz Azul · México            | Total club    | Total club    | 135   | 1     | 1                | 0                | 19                      | 0                       | 155   | 1     |
| Total carrera                 | Total carrera | Total carrera | 192   | 1     | 4                | 0                | 21                      | 0                       | 217   | 1     |

## Palmarés

### Títulos nacionales
| Título               | Club      | País   | Año  |
| -------------------- | --------- | ------ | ---- |
| Supercopa de la Liga | Cruz Azul | México | 2022 |

### Títulos internacionales
| Título            | Club (*)            | Sede           | Año  |
| ----------------- | ------------------- | -------------- | ---- |
| Liga de Naciones  | Selección de México | Estados Unidos | 2025 |
| Copa de Campeones | Cruz Azul           | México         | 2025 |
| Copa Oro          | Selección de México | Estados Unidos | 2025 |

Nota * : incluyendo la selección.

### Distinciones individuales
| Distinción                | Año              |
| ------------------------- | ---------------- |
| Equipo Ideal del Apertura | 2021             |
| Liga MX «All-Star»        | 2021, 2022, 2025 |